# Castillo de Torroella
El castillo de Torroella, se alzaba sobre una colina al sureste del término de Santa Eulalia de Riuprimer (Osona), provincia de Barcelona. Cuando el castillo perdió su funcionalidad residencial los señores se instalaron en la domus situada al oeste del castillo primitivo, en la orilla derecha del arroyo de Muntanyola, ante la confluencia con el río Mèder, o arroyo de Santa Eulalia, rodeado de bosques y campos de cultivo. Actualmente es una gran masía fortificada llamada «Mas de Torroella». Es un edificio declarado Bien Cultural de Interés Nacional.

## Historia
Este castillo surgió en el término de Santa Eulalia de Riuprimer que es lo que primeramente se utilizó para llamar a esta zona. Ambos topónimos se documentan a partir del 904 como «valle de Santa Eulalia» y «la Torroella». Mientras que el primero se impuso para nombrar todo el término, el segundo fue utilizado solamente para los alrededores del lugar donde se encontraba. A partir del 1099 aparece el castillo de Torroella plenamente organizado, ya que en este año, el obispo de Vic, Berenguer Sunifred de Lluçà, legó el castillo de Torroella a la canónica de San Pedro de Vic. Las noticias posteriores indican que el tuvieran sucesivamente infeudados a varias familias, así, en 1130, Bernat de Talamanca cedió a Pedro Udalard de Sentfores el castillo de Torroella. Por encima de los Talamanca estaba el obispo de Vic como señor eminente. Así consta en algunos juramentos de fidelidad como el que en 1203 hizo Guillem Bernat de Manlleu a la mitra de Vic. Tanto los Talamanca, como los Manlleu y luego los Malla, no perduraron mucho en el dominio del castillo.
Posteriormente, el obispado concedió el castillo a familias poco relevantes y en 1367 ya no estaba claro si era un castillo o una casa y si tenía que hacer servicios militares como castillo o no.
Actualmente es un gran masía fortificada de los siglos XV-XVI, si bien tiene al lado un pequeño monte donde se encuentran restos de muros o cimientos de construcciones medievales.

## Arquitectura
Su planta se adaptaría a la orografía de la colina; se conservan restos de muros y estructuras que se sitúan en el subsuelo (cimientos). En el lado oeste está la domus, donde se deberían instalar los señores del castillo una vez que perdió su funcionalidad residencial. Su planta era rectangular, con una torre de planta cuadrada. Actualmente, es un gran masía fortificada de los siglos XV-XVI (restaurado en los años 70 del siglo XX) que ha respetado la planta de la domus, así como alguno de sus elementos defensivos, integrados en la edificación. El resto de muros y estructuras se sitúan en el subsuelo, junto con los restos de su evolución y uso.
En la entrada principal, un portal adintelado y algunos ventanales con arcos conopiales de tradición gótica. La sala de la casa tiene portales con interesantes molduras góticas y el techo hay placas de yeso muy moldurado que forman como un artesonado decorativo. A despecho de su carácter de masía, el edificio deja entrever su antigua importancia como centro civil del término.